# Borborema (Paraíba)
Borborema is een gemeente in de Braziliaanse deelstaat Paraíba. De gemeente telt 5.186 inwoners (schatting 2009).